# Гобелени мануфактури Бове

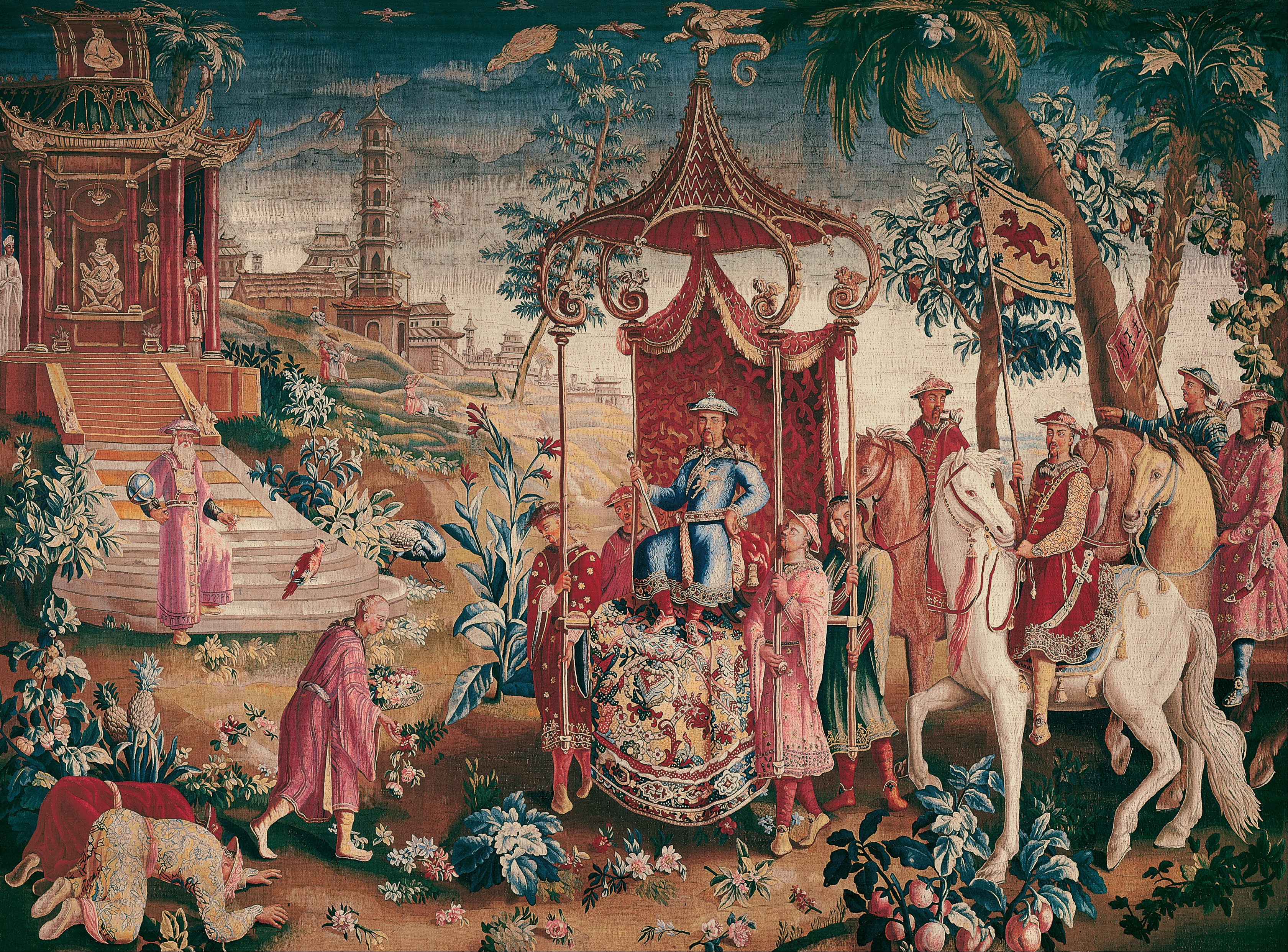
Гобелен в стилі шинуазрі. Мануфактура Бове, 1700 р.

Гобелени мануфактури Бове (фр. Beauvais tapestry) — уславлені декоративні килими, котрі виготовляли на мануфактурі в місті Бове, Франція.

## Історія наприкінці 17 ст.
Килимарська мануфактура у Бове була заснована королівським міністром Кольбером у 1664 році. На відміну від інших мануфактур — виробництво у Бове завжди було приватним, а не державним. Первісно ним володів Луї Гінар, негоціант, підприємець і знавець справи, уродженець міста Бове. 1688 року він не упорався і за борги був арештований. Мануфактура і виробництво перейшли до Філіпа Бегальє, фламандця за походженням з міста Оденарде, що володів майстернями у традиційному центрі килимарства у Терне, 53 милі від міста Брюссель. 
Серед виробів цього періоду — гобелени за картонами Рафаеля Санті, гобелени з сільськими сценами за зразками, що нагадували картини Давида Тенірса молодшого. Головували серед виробів кінця 17 с. килими з гротесками, за котрими розпізнавали вироби мануфактури. 
По смерті Філіпа Бегальє 1705 року, мануфактура перейшла до його дружини та сина. 1711 року у мануфактури вже були нові володарі брати Filleul.

## Гобелени за часів художника Удрі

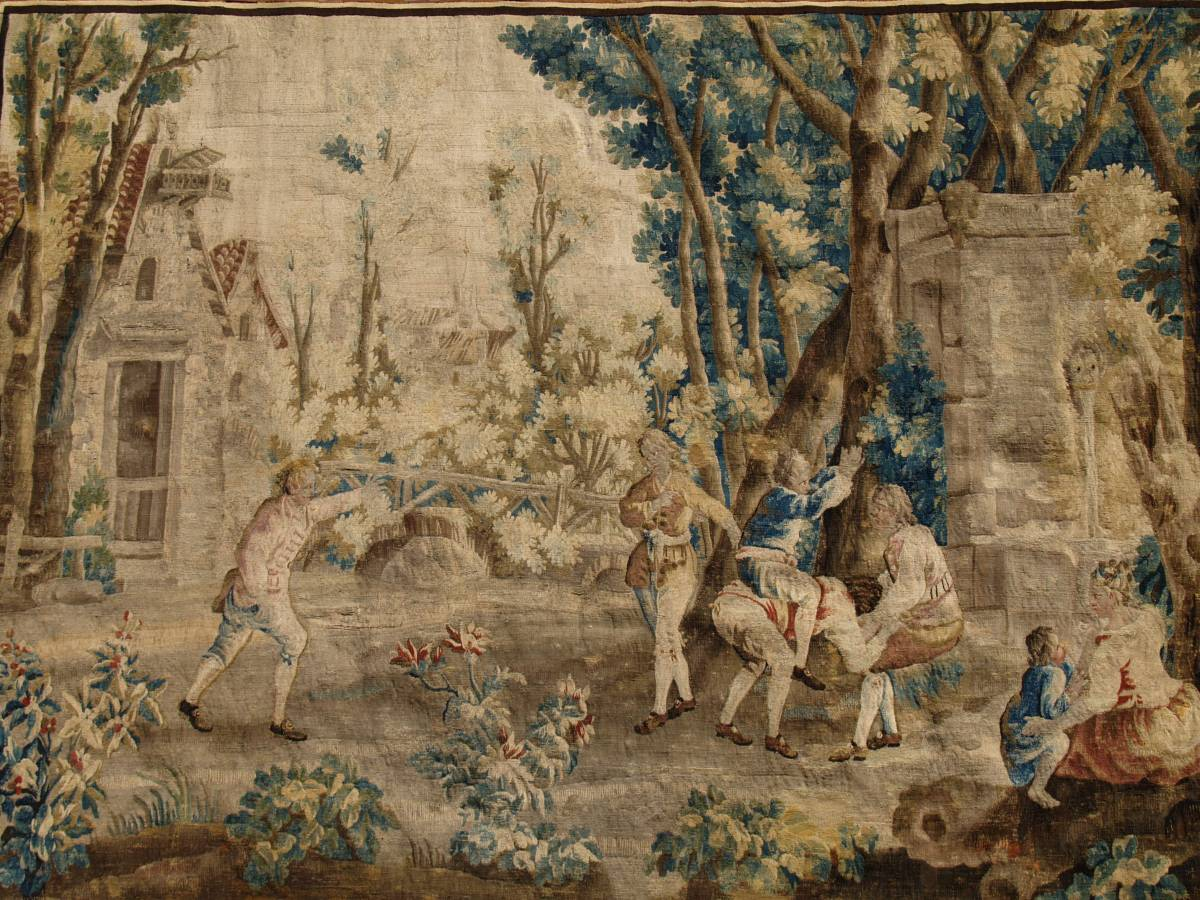
Гобелен за картоном Жана-Батіста Удрі. Мануфактура Бове.

Серед замовників художника опинився впливовий Луї Фагон (1680-1744), інтендант фінансів, котрий доручив Удрі декорування власного палацу в місті Ванв - арабесками, квітами та птахами. Декор сподобався і Удрі отримав запрошення на працю в місто Бове для відродження мануфактури гобеленів. Як відомо, мануфактура пережила недовгий розквіт ще за часів і підтримки міністра Кольбера (1619—1683). 
Відтепер виробництво килимів і тканин для меблів пожвавилось. На мануфактурі з 1734 року  працював сам Жан-Батіст Удрі та його помічник Беньє́. До кінця 1730-х років Удрі працював над створенням картонів для виробництва декоративних гобеленів. Удрі започаткував також навчання нових майстрів на мануфактурі.
До створення картонів для виробництва гобеленів був залучений модний художник Франсуа Буше ( серії «Історія Психеї», «Кохання богів Олімпа»). Килими за картонами Франсуа Буше мали популярність серед аристократів і відомі як килими Буше-Бове.
За часів Жана-Батіста Удрі мануфактура працювала не тільки на ринок і вельмож Франції, а і на замови вельмож і королівських родин Західної Європи. Серед виробів цього періоду — тканини для меблів, вердюри (килими з пейзажами і зеленими рослинами), арабесками і переважно фантазійними сюжетами (шинуазрі, історія Дон Кіхота, «Метаморфози» Овідія, сцени з комедій Мольєра тощо).
1739 року вперше готові килими мануфактури Бове були показані на виставці в Паризькому Салоні.

## На зламі 18-19 ст.

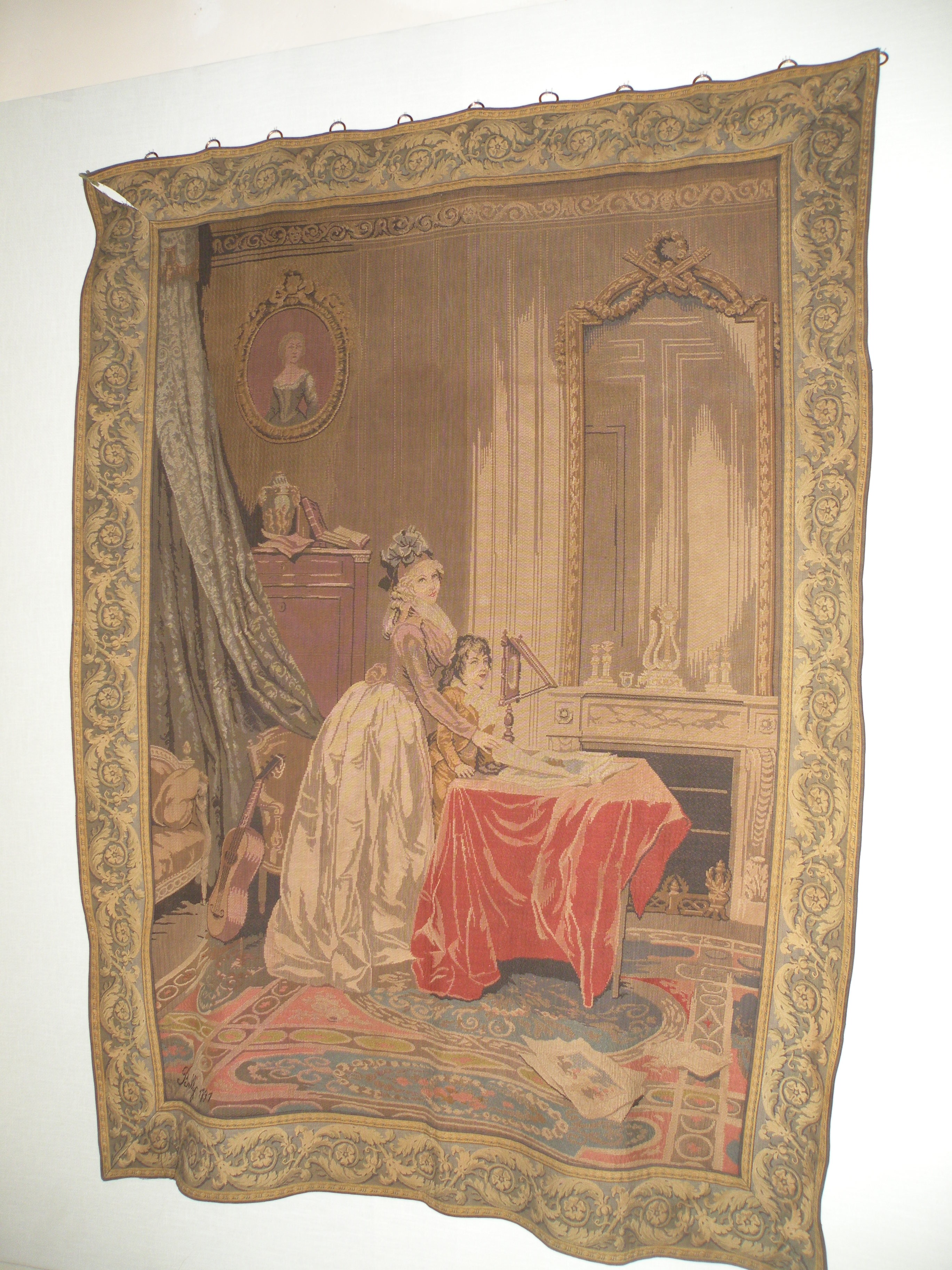
«Мадам Дантон з сином», з оригіналу худ. Буальї (?), мануфактура Бове. Палац Мезон-Лафіт, Франція.

У рік початку французької революції (1789) на мануфактурі у Бове працювали декілька сотень працівників. Виробництво скоротилось, позаяк країну покинула більшість аристократів, головних замовників і споживачів виробів мануфактури. За наказом новітнього диктатора Франції Наполеона Бонапарта від 8 жовтня 1804 року мануфактуру зробили державним підприємством.
В 19 столітті мануфактура пережила занепад, повторюючи стародавні зразки. Гобелени цього періоду втрачали притаманні килимоткацтву якості і копіювали твори живопису. Це лише підсилювало занепад виробництва.

## Відродження і розвиток у 20 столітті
Відродження виробництва гобеленів у Бове відбулося у 1920-1930 рр. під керівництвом нового директора Жана Аяльбера ( Jean Ajalbert ). Він замовив картони для нових гобеленів черзі уславлених французьких художників, серед котрих були Рауль Дюфі, Анрі Матісс,  Пабло Пікассо, Ле Корбюзьє та інші.
1940 року, після початку  2-ї світової війни, місто Бове постраждало від бомбардувань, були порушені майстерні гобеленів. Виробництво, верстати, майстрів і сировину вимушено перевели у Париж.
1976 року з ініціативи міністра культури Андре Мальро у Бове відкрили Національну виставку гобеленів, розташовану неподалік від катедрального собору міста.  Виставка має постійну експозицію килимів від доби середньовіччя до сьогодення. Відбуваються також тимчасові виставки.

## Галерея вибраних творів

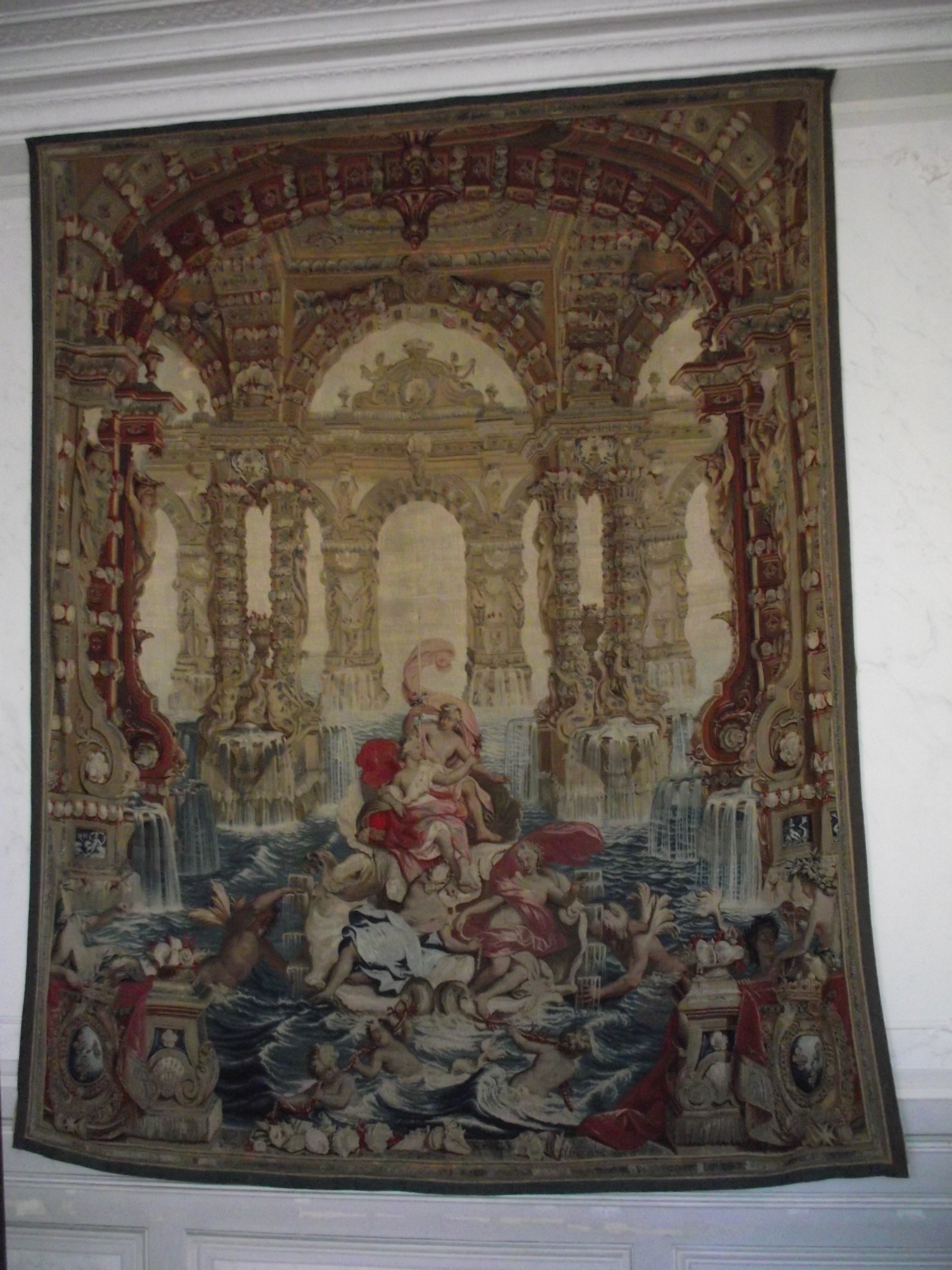
Картон Берена. Гобелен мануфактури Бове, 1698 р.

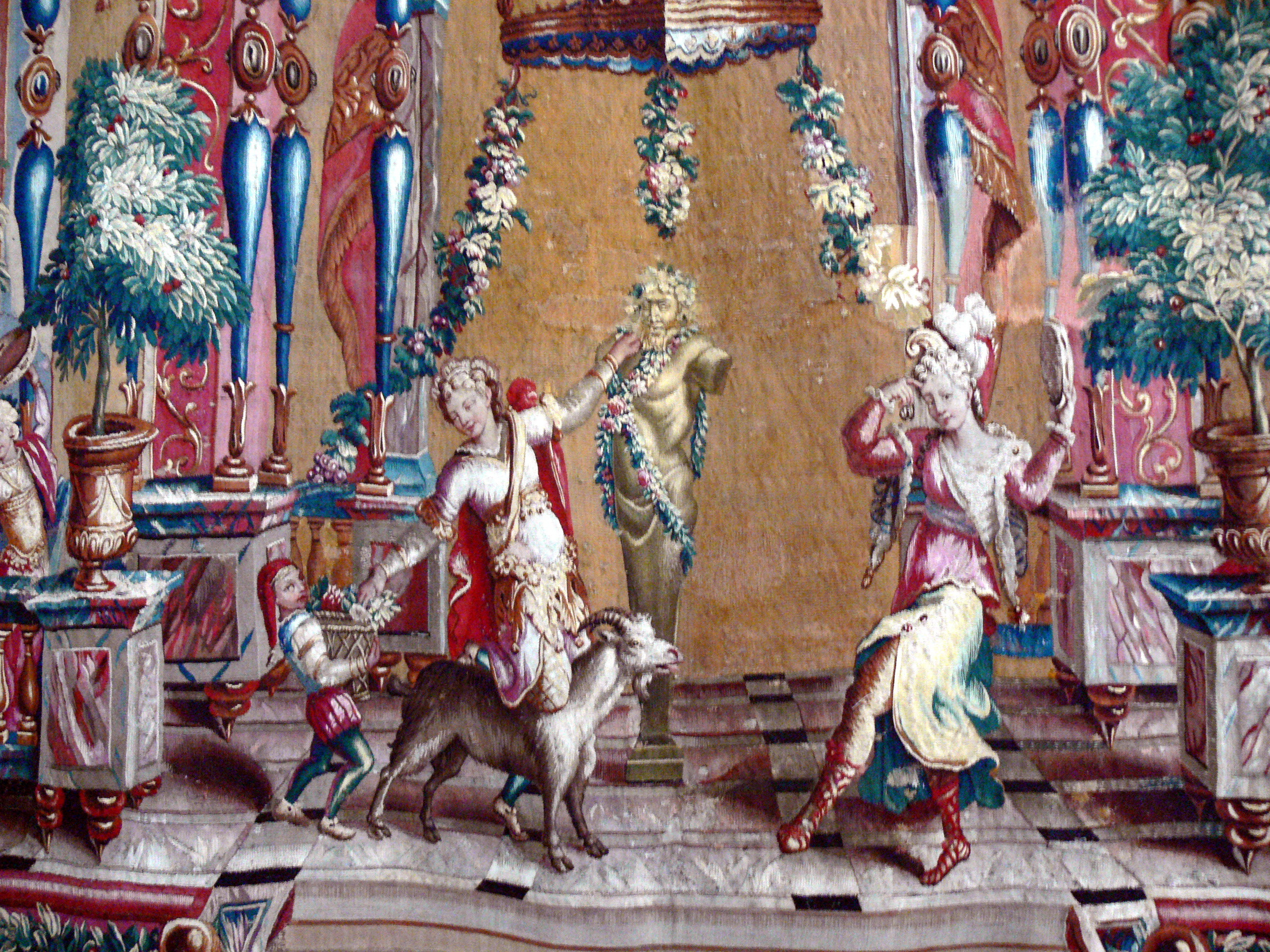
Килим з гротесками, Кронборг
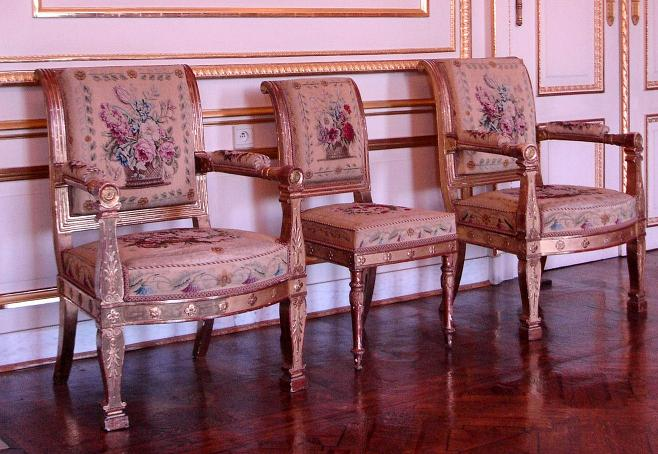
Бельгійська королівська колекція меблів з тканинами Бове
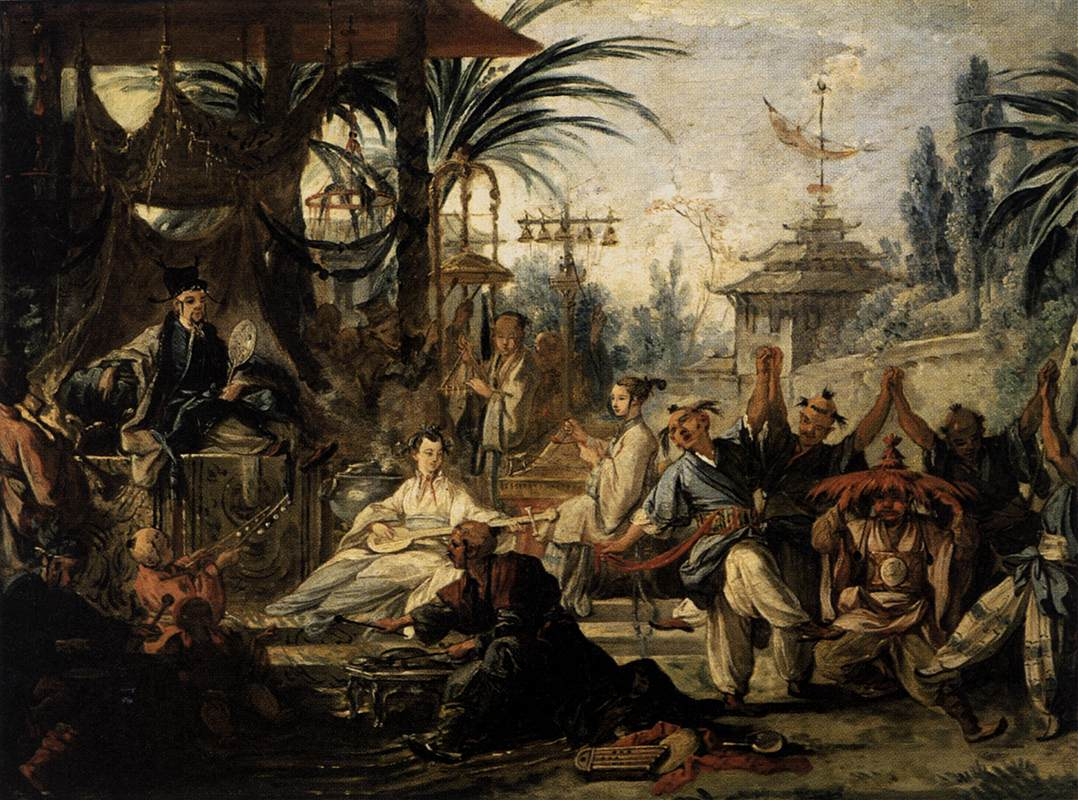
«Китайський танок», гобелен за картоном Франсуа Буше, 1742 р., Музей красних мистецтв, Безансон.